# Коныр (Сырымский район)
Коныр (каз. Қоңыр) — село в Сырымском районе Западно-Казахстанской области Казахстана. Административный центр Жосалинского сельского округа. Код КАТО — 275847100.

## Население
В 1999 году население села составляло 1237 человек (623 мужчины и 614 женщин). По данным переписи 2009 года, в селе проживало 927 человек (477 мужчин и 450 женщин).